# Beregkisfalud
Beregkisfalud (ukránul: Сільце) település Ukrajnában, Kárpátalján, a Beregszászi járásban.

## Fekvése
Nagyszőlőstől északkeletre, Beregkövesd és Felsőkaraszló közt fekvő település.

## Története
Beregkisfalud nevét 1466-ban említette először oklevél.
A trianoni békeszerződés előtt Bereg vármegye Munkácsi járásához tartozott.
1910-ben 1537 lakosából 481 magyar, 120 német, 936 ruszin volt. Ebből 1236 görögkatolikus, 294 izraelita volt.